# Bistum Trincomalee
Das Bistum Trincomalee (lat.: Dioecesis Trincomaliensis) ist eine in Sri Lanka gelegene römisch-katholische Diözese mit Sitz in Trincomalee.

## Geschichte
Das Bistum Trincomalee wurde am 25. August 1893 durch Papst Leo XIII. aus Gebietsabtretungen des Erzbistums Colombo und des Bistums Jaffna errichtet. Es wurde dem Erzbistum Colombo als Suffraganbistum unterstellt. Am 23. Oktober 1967 wurde das Bistum Trincomalee in Bistum Trincomalee-Batticaloa umbenannt. Das Bistum Trincomalee-Batticaloa gab am 19. Dezember 1975 Teile seines Territoriums zur Gründung der Apostolischen Präfektur Anuradhapura ab. Am 3. Juli 2012 wurde das Bistum in die Bistümer Trincomalee und Batticaloa geteilt.

## Ordinarien

### Bischöfe von Trincomalee
- Charles Lavigne SJ, 1898–1913
- Gaston Robichez SJ, 1917–1946
- Ignatius Philip Trigueros Glennie SJ, 1947–1967

### Bischöfe von Trincomalee-Batticaloa
- Ignatius Philip Trigueros Glennie SJ, 1967–1974
- Leo Rajendram Antony, 1974–1983
- Joseph Kingsley Swampillai, 1983–2012

### Bischöfe von Trincomalee
- Joseph Kingsley Swampillai, 2012–2015
- Christian Noel Emmanuel, seit 2015